# 8462 Hazelsears
8462 Hazelsears eller 1981 ED22 är en asteroid i huvudbältet som upptäcktes den 2 mars 1981 av den amerikanska astronomen Schelte J. Bus vid Siding Spring-observatoriet. Den är uppkallad efter Hazel Sears.